# Zeneize (2012)
Zeneize è un album in studio del gruppo musicale genovese Buio Pesto,  pubblicato il 15 giugno 2012.

## Descrizione
Il disco contiene quasi tutte cover cantate come sempre in genovese e alcune canzoni inedite. Contiene un duetto del 1999 dei Buio Pesto con Max Parodi e Piero Parodi.

## Tracce
CD 1
1. A fin do mondo - 4:35
2. Zero Euro sulla base di Levels di Avicii - 3:40
3. T'e' Zeneize Se sulla base di Party Rock Anthem degli LMFAO feat. Lauren Bennett - 3:40
4. O libbro di muri[1] - 3:40
5. Pronto Scio mego 3 - 5:50
6. Articolo 6[2] - 0:15
7. Licche Lacche - 3:15
8. Mussa sulla base di Ai se eu te pego! di Michel Teló - 4:00
9. Skadenite - 1:50
10. Disco Panda - 6:00
11. Burlesc sulla base di The Stripper di David Rose - 2:00
12. Nescio sulla base di Where Them Girls At di David Guetta - 3:30
13. Olidin Olidin Olidà sulla base della canzone tradizionale Olidin Olidin Olidena[3] - 7:35
14. L'ea megio primma - 4:30
15. Can e gatto sulla base di Kiss the Stars di Pixie Lott - 3:05
16. O pezo sulla base di Il meglio deve ancora venire di Luciano Ligabue - 3:25
17. Mi te ringrasio - 3:50
18. E mi manco sulla base di Balla balla di Povia - 3:20
19. Scherzo - traccia fantasma[4] 2:44

CD 2
- Dal 2011:

1. Leugo sulla base di Hello di Martin Solveig e Dragonette - 3:15
2. Vacca Vacca sulla base di Waka Waka di Shakira - 3:15
3. 150 - 4:45

- Dal 1999 e dal 2002:

1. Figgie de Alasia con Piero Parodi e Max Parodi - 4:11
2. Belin remix (Disco Belin) - 6:10

- Del 2012:

1. Parolle italiann-e - 2:30
2. 12 - 6:00

- Capitan Basilico (Colonna sonora):

1. Capitan Baxeicò sulla base di Shpalman® di Elio e le Storie Tese - 3:34

- Capitan Basilico 1 e 2 - 14:16

Canzoni 1-18

## Formazione
- Massimo Morini – voce e tastiera
- Davide Ageno – chitarra e voce
- Nino Cancilla – basso e voce
- Danilo Straulino – batteria
- Federica Saba – voce
- Gianni Casella – voce
- Massimo Bosso – testi e voce
- Maurizio Borzone - violino, tastiere e chitarra
- Giorgia Vassallo - voce